# Gnisvärds skeppssättningar

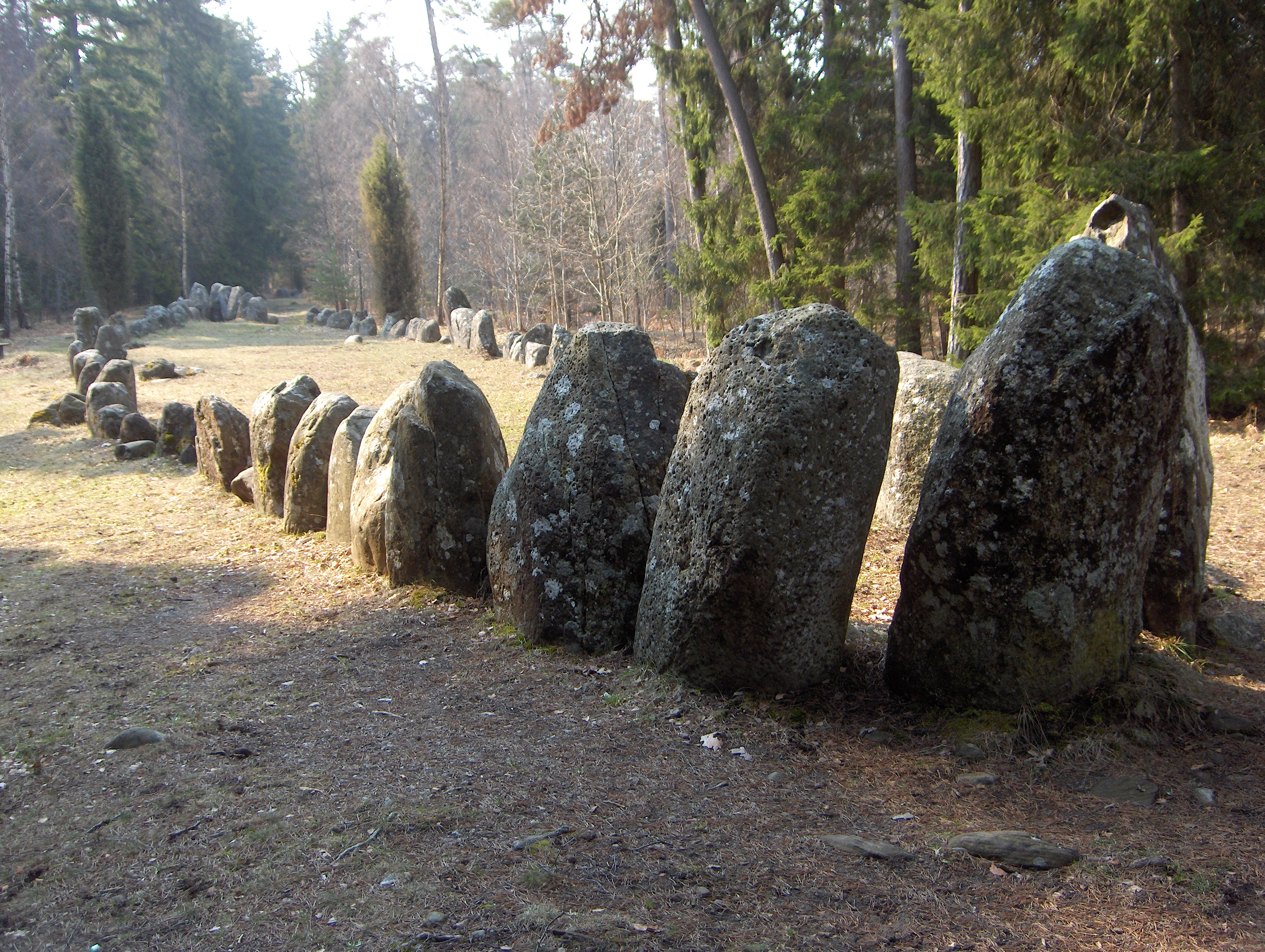
Ansarve hage - Gotlands största skeppssättning från bronsåldern.

Gnisvärds skeppssättningar är flera skeppssättningar från yngre bronsåldern i Tofta socken på västra Gotland. Skeppssättningarna tillhör Gotlands bäst bevarade och ligger strax söder om infartsvägen till Gnisvärds fiskeläge. Den ena - i Ansarve hage - är Gotlands största och är 47 meter lång och sju meter bred. Den består av omkring 100 tätt ställda resta stenar. Stäv- och ankarstenen är högre än de andra och är cirka 1,3 meter höga. Skeppssättningen är omgiven av två mindre runda stensättningar.
Knappt hundra meter söderut ligger en stor skeppssättning som är 36 meter lång och fyra meter bred. Skeppssättningen är omgiven av två mindre runda stensättningar och ett gravröse som är 16 meter i diameter samt ytterligare en skeppssättning som är mindre och skadad. Omkring 200 meter österut ligger ett gravfält som består av ett gravröse och åtta runda stensättningar. Ett annat stort gravmonument i Gnisvärd är ett röse som ligger mellan skeppssättningarna och fiskeläget och är 23 meter i diameter och 2,7 meter högt.

## Bilder

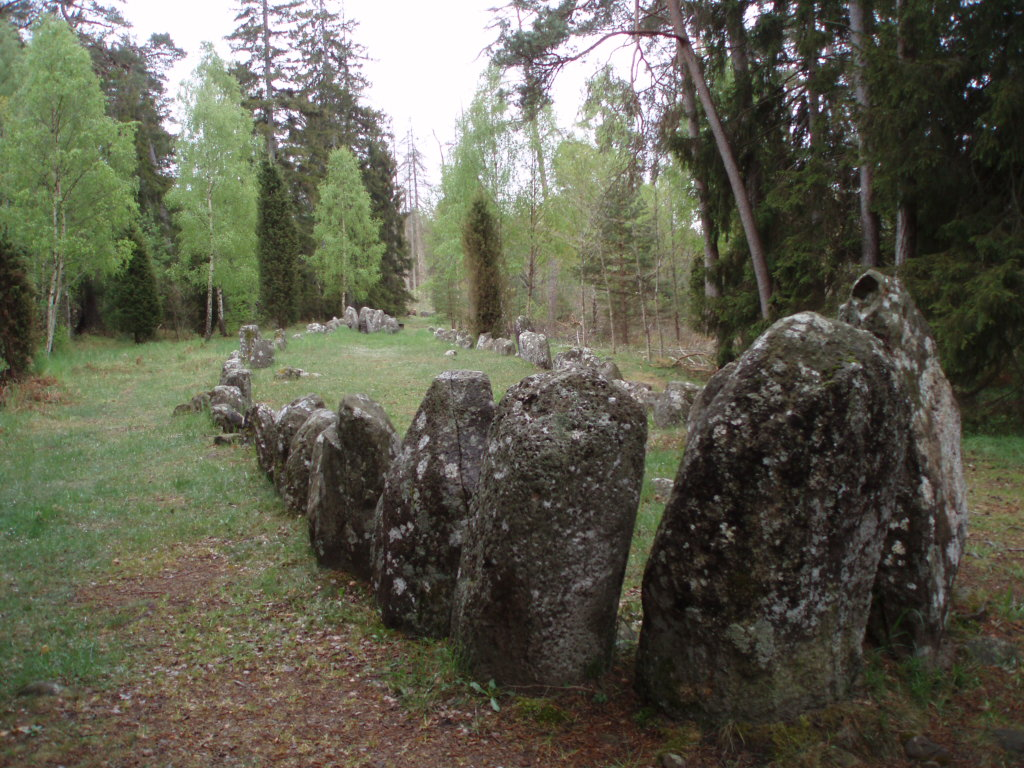
Stora skeppssättningen, vy från vägen
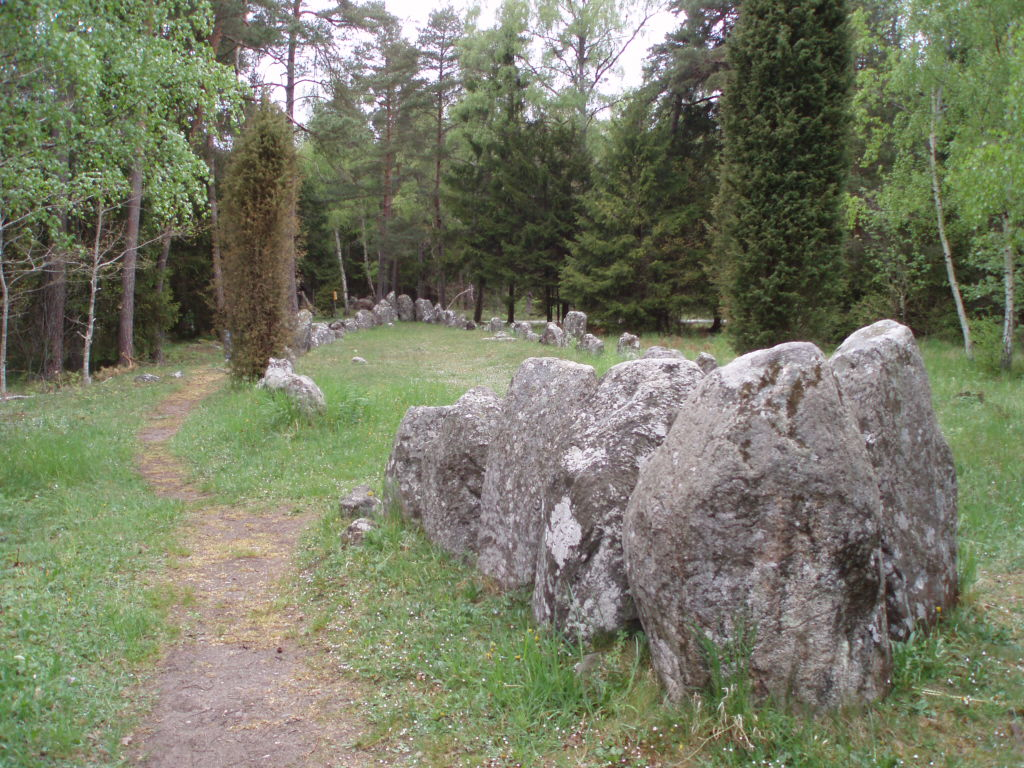
Stora skeppssättningen, vy mot vägen
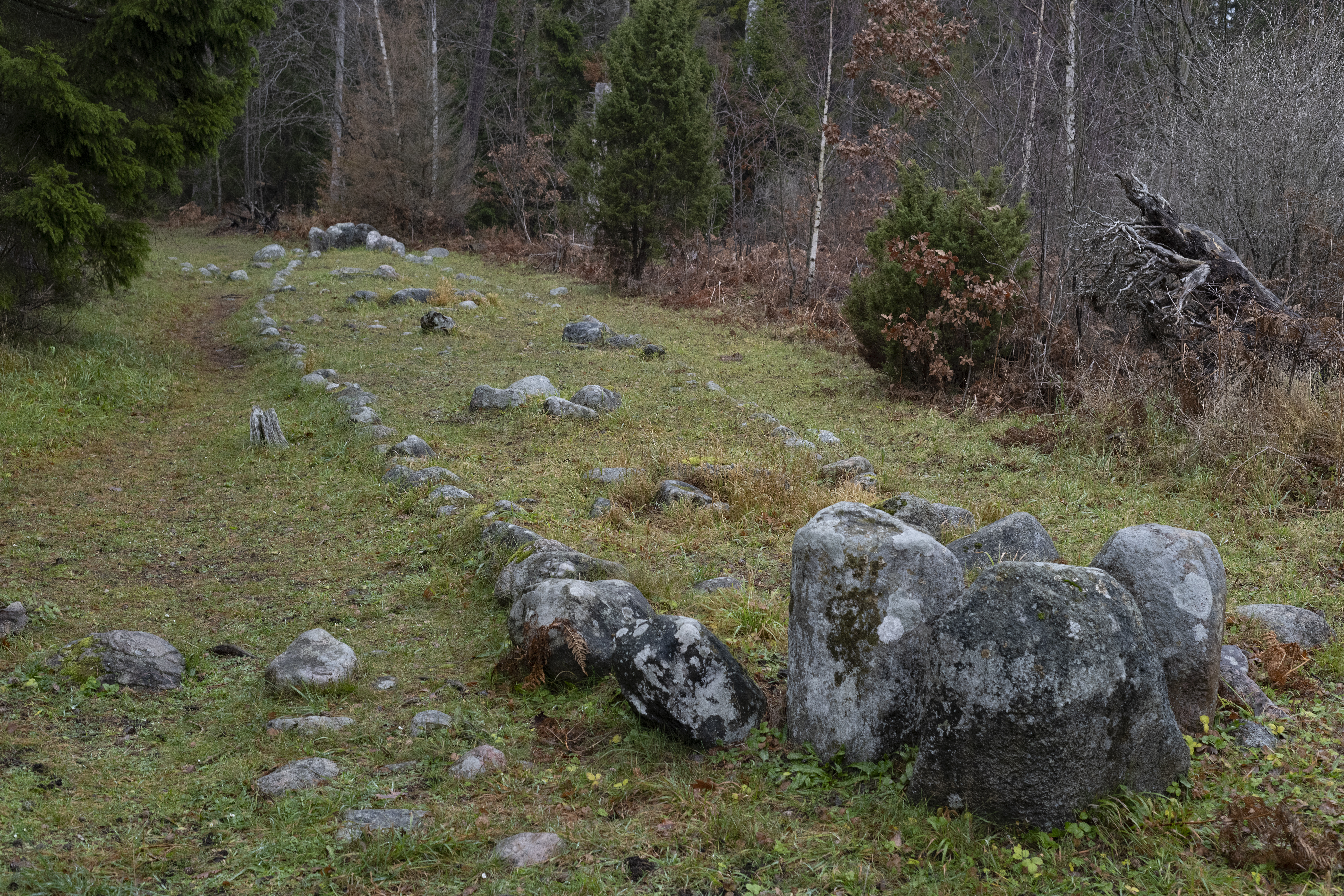
Mindre skeppssättningen
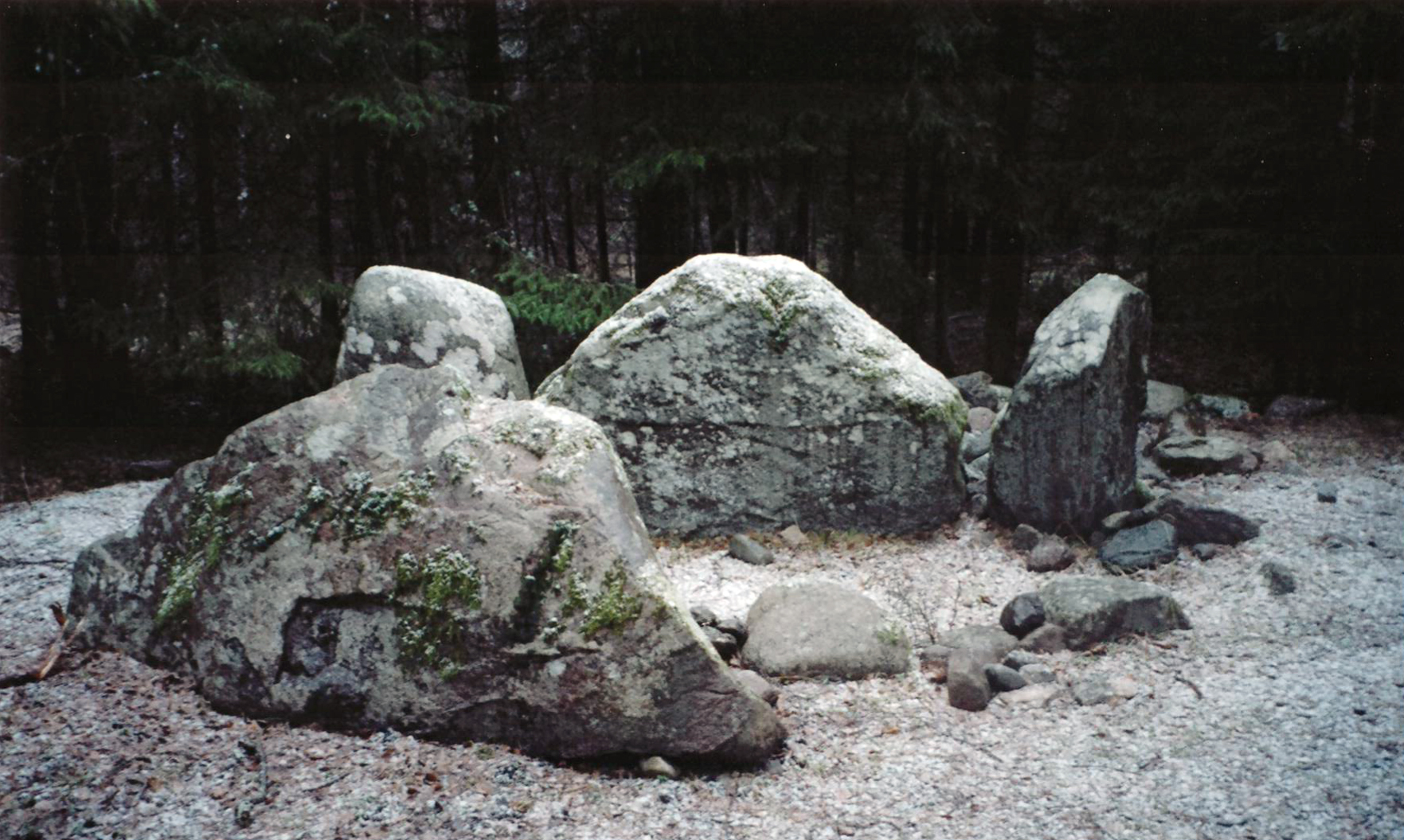
Rund stensättning